# Gorges de la Truyère
Gorges de la Truyère este o arie protejată (arie de protecție specială avifaunistică — SPA) din Franța întinsă pe o suprafață de 16.648 ha, integral pe uscat.

## Localizare
Centrul sitului Gorges de la Truyère este situat la coordonatele 44°45′25″N 2°41′02″E / 44.75694°N 2.68389°E.

## Înființare
Situl Gorges de la Truyère a fost declarat arie de protecție specială avifaunistică în baza directivei 79/409 din 1979 referitoare la conservarea păsărilor sălbatice pentru a proteja 12 specii de animale.

## Biodiversitate
Situată în ecoregiunea continentală, aria protejată nu include niciun habitat protejat.
La baza desemnării sitului se află mai multe specii protejate de  păsări (12): buha (Bubo bubo), caprimulg (Caprimulgus europaeus), șerpar (Circaetus gallicus), erete vânăt (Circus cyaneus), ciocănitoarea de stejar (Dendrocopos medius), șoim călător (Falco peregrinus), acvilă pitică (Hieraaetus pennatus), sfrâncioc roșiatic (Lanius collurio), ciocârlie de pădure (Lullula arborea), gaia neagră (Milvus migrans), gaia roșie (Milvus milvus), viespar (Pernis apivorus).
Pe lângă speciile protejate, pe teritoriul sitului au mai fost identificate 3 specii de păsări.